# Puncturella rimaizenaensis
Puncturella rimaizenaensis is een slakkensoort uit de familie van de Fissurellidae. De wetenschappelijke naam van de soort is voor het eerst geldig gepubliceerd in 1993 door Okutani, Fujikura & Sasaki.